# 學林事件
學林事件（韓語：학림 사건）是1981年通過軍事政變掌握實權的全斗煥等新軍部勢力對學生運動團體中反國家團體處以懲罰之事件。該事件名稱的由來為當時名為全民學聯（全國民主主義學生聯盟）的大學生團體於大學裡的「學林茶館」召開初次聚會，也有警察將如森林般茂盛的學生運動組織一網打盡的一層意思。
前保健福祉部李泰馥等24名長官被以創立全民學聯與全民勞聯之嫌疑強制逮捕，非法拘禁並阻斷與辯護人及家屬的探監，以水刑、電刑、甚至對女性嫌疑人以強姦威嚇等虐待行為強迫其招供等等。上述事實在法庭曝光後，審判部拒絕承認該事實，並以涉嫌違反國家保安法判定有罪，並宣判處以有期徒刑1年至無期徒刑，最終於1982年確定該判決。
另外，當時二審陪審法官黃祐呂曾被任命為韓國社會副總理兼教育部部長，亦對於受害者表示遺憾。

## 再審
2009年，韓國真相與和解委員會發表，「通過長時間的非法拘禁與拷問捏造事件」、「首爾地方警察廳明知有上述之非法行爲也沒有進行調查、法院也未藉由被告人之法庭陳述審理案件即宣判有罪。」，宣告國家需對受害者道歉並建議再審。
2010年12月再審，首爾高等法院刑事5部對該事件被告人等宣判無罪並免於公訴判決，「我對因司法部的過失而遭受痛苦的被告人表示歉意。希望這一判決能夠成爲一個小小的安慰。」再審相關判決於2012年6月於大法院被確定。